# Analisi forense dei social network
L'analisi forense dei social network è un metodo di scienza forense utilizzato dagli investigatori per individuare e perseguire soggetti pericolosi eventualmente presenti in un servizio di rete sociale.
In alcune situazioni, l'analisi del contenuto pubblicato è servito per riformulare la sentenza giudiziaria in relazione agli atteggiamenti espressi dall'imputato.

## Ambiti di indagine

### Abuso di alcol
È diventato molto comune, da parte di strutture accademiche, l'uso dei social network per indagare su eventuali violazioni sulla condotta e sui regolamenti organizzativi. Gli studenti sospettati delle violazioni possono essere scoperti dalle immagini, dalle chat o dalle date dei party affisse sulle omonime pagine.

### Bullismo informatico
Facebook e altri social network sono utilizzati per atti di bullismo e vandalismo fuori dalla scuola. Gli studenti, infatti, quando compiono qualche reato, riprendono le immagini o filmano alcune scene col telefonino e le pubblicano sul sito; è stata in seguito avviata un'attività presso la Thames Valley Police inglese, durante la quale un giovane volontario ha aiutato la polizia a verificare le pagine del social network; la polizia, una volta confermati i sospetti, ha inviato un avviso ai genitori del cyberbullo sulle possibili conseguenze di determinati comportamenti.

## Il ruolo di Facebook
Facebook permette agli utenti di creare pagine e profili con dettagli personali. Nei primi anni di vita del sito, queste pagine potevano essere visitate dagli utenti registrati delle altre scuole, compresi assistenti, tutor, vigilanti e altri professionisti. Successivamente, i termini di servizio sono stati modificati per permettere agli utenti di decidere su chi effettivamente potesse vedere tali informazioni.
È sorto un dibattito sull'etica e sulla liceità dell'accesso a tali informazioni da parte degli amministratori scolastici per comminare sanzioni agli studenti solo sulla base di quelle informazioni. I termini d'uso di Facebook prescrivono che «il sito è accessibile per uso personale e non commerciale», confermando dunque la possibilità di effettuare indagini da parte degli inquirenti. Il portavoce di Facebook, comunque, ha dichiarato che il popolare social network è un forum pubblico e che tutte le informazioni ivi contenute possono essere accessibili a tutti, anche agli amministratori scolastici. Esperti legali confermano che le fonti attinte da Facebook possono essere tranquillamente utilizzate nelle indagini giudiziarie. All'indomani degli incidenti di Vancouver, i cittadini parteciparono all'identificazione dei teppisti che fu poi possibile arrestare grazie all'analisi forense dei social network